# Vestalis melania
Vestalis melania – gatunek ważki z rodziny świteziankowatych (Calopterygidae).